# Riley Hawk
Hudson Riley Hawk (* 6. Dezember 1992 in Carlsbad, Kalifornien) ist ein US-amerikanischer Skateboarder. Im Gegensatz zu seinem Vater Tony Hawk, der als Pionier des modernen Vert-Styles bekannt ist, ist er als Street-Skateboarder bekannt. Im Jahre 2013 erreichte er Profistatus.

## Leben und Karriere
Riley Hawk wurde am 6. Dezember 1992 als ältester Sohn von Tony Hawk und seiner ersten Ehefrau und High-School-Liebe Cindy Dunbar, die er im April 1990 geheiratet hatte, in der Stadt Carlsbad im US-Bundesstaat Kalifornien geboren und stand im Alter von etwa zwei Jahren zum ersten Mal auf dem Skateboard. Im Beisein seines Vaters erlernte er in weiterer Folge das Skateboardfahren. 
Anfangs jahrelang als Amateur-Skateboarder aktiv, erreichte er zu seinem 21. Geburtstag im Dezember 2013 Profistatus und wurde noch im selben Jahr vom Magazin Skateboarder zum Amateur of the Year gekürt. Bereits ein Jahr zuvor wurde er von seinem Vater für dessen Skateboard-Deck-Firma Baker Skateboards rekrutiert; seitdem wird er von Baker, aber auch von Lakai Limited Footwear gesponsert. Weitere Sponsoren sind AYC, Indy, Spitfire, Psockadelic, Active Ride Shop.
Neben seiner Skateboardkarriere ist er auch als Musiker im Bereich Stoner Rock aktiv. Das Mitglied der sogenannten Shep Dawgs war bereits mehrfach in der Videospielreihe Tony Hawk’s zu sehen. In Tony Hawk’s Pro Skater HD sowie in Tony Hawk’s Pro Skater 5 hatte er einen eigenen spielbaren Charakter. Auch im Remake des Spiels Tony Hawks Pro Skater 1 + 2 konnte man ihn als Skater auswählen.
Seit seiner Kindheit tritt er immer wieder im Fernsehen, anfangs vor allem an der Seite seines Vaters in Erscheinung. Als Kind war er unter anderem auch als Skateboarder in Max Keebles großer Plan zu sehen und hatte später auch noch Auftritte in jeweils einer Episode von Trailer Park Boys: Out of the Park (2017) oder Loiter Squad (2013). 2014 nahm er an den X-Games in Austin, Texas, und 2016 in Oslo teil, blieb dabei allerdings medaillenlos.
Seit Oktober 2023 ist Hawk mit Frances Bean Cobain, der Tochter des Musikers Kurt Cobain verheiratet. Am 17. September 2024 wurde das Paar Eltern eines Sohnes.